# Euryoryzomys russatus
Euryoryzomys russatus is een zoogdier uit de familie van de Cricetidae. De wetenschappelijke naam van de soort werd voor het eerst geldig gepubliceerd door Wagner in 1848.

## Voorkomen
De soort komt voor in Argentinië, Brazilië en Paraguay.